# Lozan (Serbia)
Lozan (cyr. Лозан) – wieś w Serbii, w okręgu niszawskim, w gminie Svrljig. W 2011 roku liczyła 119 mieszkańców.